# 충킹고사우루스
충킹고사우루스(Chungkingosaurus)는 "충칭의 도마뱀"이라는 뜻으로, 쥐라기 후기에 살았던 초식 공룡이다. 현재 중국의 상샤시미아오 지층에서 발견되었다. 이 공룡은 스테고사우루스과에 속해있다.